# The Goodboys (album)
The Goodboys – pierwszy album studyjny grupy muzycznej The Goodboys.  

## Lista utworów
1. Kochaj mnie i daj mi siebie
2. Motyli noc
3. Gia Donna
4. Dlaczego – Dlatego
5. Gdzieś daleko stąd
6. Giu Dal Cielo
7. Miłość jak sen, życie jak sen
8. Mogę Cię kochać, nie mogę Cię mieć
9. Homburg
10. Nasze sny i marzenia
11. Urok zakochania
12. Il sole che vorrei
13. Poranne marzenie
14. Kiedyś kochałaś
15. Un amore cosi grande

## Twórcy
W nagraniach płyty uczestniczyli:
- Marek Jackowski – voc, gitara (Maanam)
- Janusz Yanina Iwański – voc, gitara (m.in. Maanam, Soyka-Yanina, Tie Break)
- Gianni Dominici – voc, instr. klawiszowe
- Marcin Lamch – bas (m.in. Voo  Voo, Martyna Jakubowicz, Porter-Lipnicka)
- Andrzej Ryszka – perkusja (m.in. Krzak, Voo Voo, Tadeusz Nalepa)
- Cezary Kaźmierczak – instr. klawiszowe (m.in. Maanam, Harlem)
- Zuzanna Iwańska – chórki, altówka

- Muzyka – Marek Jackowski, Janusz Yanina Iwański, Gianni Dominici.
- Teksty – Marek Jackowski, Janusz Yanina Iwański, Małgorzata Iżyńska, Gianni Dominici
- Produkcja muzyczna – Marek Jackowski, Janusz Yanina Iwański, Gianni Dominici
- Realizacja nagrań, mix – Adam Celiński
- Mastering – Jacek Gawłowski
- Produkcja – Marta Gutowska
- Orkiestracja i sample – Marcin Pospieszalski
- Projekt graficzny – Marta Gutowska
- Wydawnictwo - Agencja Artystyczna RABARBAR Piotr Majchrzyk